# Silver City (Novo México)
Silver City é uma pequena cidade no condado de Grant, estado americano do Novo México. É conhecida no Brasil por causa de um filme (Rat Race, Corrida Maluca) no qual é promovida uma corrida de Las Vegas até a estação ferroviária de Silver City. Apesar disso, a cidade na qual foram filmadas as partes finais do filme é Ely, Nevada. Também é onde está sediada a Universidade do Oeste do Novo México.

## História
O local onde Silver City está era conhecido como San Vicente de la Ciénega, e antes da colonização dos anglos, o vale era um acampamento Apache. Com a chegada de exploradores americanos na década de 1860, a aparência do vale mudou rapidamente.
Silver City foi fundada no verão de 1870, logo após a descoberta de prata no vale pelo capitão John M. Bullard em Chloride Flats, localizada na montanha a oeste da fazenda do capitão Bullard e do seu irmão James.